# Рыбкино (Мордовия)
Рыбкино (мокш. Рьба веле) — село в Ковылкинском районе республики Мордовия, административный центр Рыбкинского сельского поселения. Население 605 чел. (2005), в основном мордва-мокша.

## География
Расположено на реке Мокша, в 31 км от районного центра и ж/д станции Ковылкино, в 3 км от автодороги Ковылкино — Краснослободск.

## История
Известно, что Рыбкино уже существовало в 1628 году. Название, по одной версии, связано с богатыми рыбными угодьями на Мокше, по другой — дано в честь первого поселенца по имени Рьба.
В алфавите дач к Плану Генерального межевания есть запись за 1784 год "Рыбкино село с деревнями владения из мордвы удельного имения крестьян". Указано проживание 1606 душ мужского пола. Обычно подлежало учету именно мужское население.
В «Списке населённых мест Пензенской губернии» (1869) Рыбкино — село казённое из 63 дворов (418 чел.) Краснослободского уезда; имелись Михаило-Архангельская церковь с Никольским и Трёхсвятительским приделами (1858), волостное правление, поташный завод, базар. По сведениям 1914 года в Рыбкине было 148 дворов (1 019 чел.); земская школа, ветряная мельница, харчевня. Жители участвовали в гражданских войнах 1670—1671, 1773—1775, 1918—1920 годов.
В 1918 г. была создана волостная партийная ячейка. В 1928—1963 гг. Рыбкино — центр Рыбкинского района. В 1928 г. были образованы колхозы им. Чкалова, им. Кирова, «Борец», в 1950 г. — укрупнённый «Путь Ленина», с 1997 г. — СХПК «Рыбкинский». В современном селе — средняя и основная школы, детсад, библиотека, Дом культуры, отделение связи, участковая больница, поликлиника, магазины, коммунальная контора, аптека, ветеринарная лаборатория, семенная инспекция; памятник воинам, погибшим в годы Великой Отечественной войны. В Рыбкинскую сельскую администрацию входят с. Черемис (269 чел.), д. Барки (230), Ворона (24), Кирляй (12), Лосевка (13), Новая Дергановка (31), Поникедовка (145), пос. Каргонжей (9 чел.). Возле Рыбкина — городище железного века (исследовал А. А. Спицын) и могильник мордвы-мокши 17 — 18 вв. (исследовал И. Н. Смирнов в 1892 г.).
Рыбкино — родина начальника Отдела государственной фельдъегерской службы РФ в г. Саранске П. Г. Кудашкина, писателя С. И. Родькина, актёра и журналиста Н. Ф. Миронкина. Пятина Василия Васильевича(25.IX.1960-9.II.1995) члена ОПГ "Ореховские" и конфиденциальное лицо Сильвестра.

## Улицы
- Больничная
- Больничный (переулок)
- Кирова
- Кооперативная
- Ленина
- Лесничество
- Мирный (переулок)
- Мокшанская
- Молодёжная
- Нагорная
- Од веле
- Почтовая
- Садовая
- Советская[3]

## Источник
- Энциклопедия Мордовия, В. П. Ковшов, И. И. Шеянова.